# 별이 되어 빛나리
《별이 되어 빛나리》는 2015년 8월 31일부터 2016년 2월 26일까지 방영된 한국방송공사 TV소설이며 황금희 (박미순/제니/사라 박 역)는 해당 작품 이후 안방극장에서 사라졌고 해당 드라마 방영 전인 2014년 12월 본명(황금희)으로 돌아왔으며 2021년 같은 채널 《오케이 광자매》를 통해 브라운관에 돌아왔는데 이에 앞서 2019년부터 예명(지성원)으로 복귀했다.

## 기획 의도
1960년대 배경으로 아버지의 죽음과 가문의 몰락 후 해방촌으로 흘러들어온 주인공이 거친 삶을 헤쳐나가며 대한민국 최고의 패션 디자이너로 꿈을 이루는 과정을 그린 드라마

## 등장인물

### 주요 인물
- 고원희 : 조봉희 역 (아역 : 김유빈) - 패션 디자이너, 동필,미순 의 친딸
- 이하율 : 윤종현 역 (아역 : 장승하) - 명성방직 윤 회장의 외아들
- 서윤아 : 서모란 역 (아역 : 장서희) - 동필,애숙 의 무남독녀, 패션 디자이너
- 차도진 : 홍성국 역 (아역 : 라윤찬) - 경자의 아들, 사채업자

### 조봉희 주변인물
- 백수련 : 재균 모 역 (특별출연) - 봉희의 할머니, 재균의 모친
- 송영규 : 조재균 역 (특별출연) - 전 대영방직 사장, 봉희 남매의 아버지
- 김예령 : 이정례 역 - 봉희 남매의 어머니
- 최수임 : 조봉선 역 - 봉희의 언니, 가수
- 김시우 : 조봉현 역 - 봉희의 남동생

### 윤종현 주변인물
- 윤주상 : 윤길재 역 - 명성 방직 회장, 종현의 아버지
- 이연경 : 한복주 역 - 종현의 어머니
- 김진국 : 김비서 역 - 윤 회장의 충직한 비서이자 최측근

### 서모란 주변인물
- 임호 : 서동필 역 - 대영 방직 사장, 모란의 아버지, 봉희의 생부
- 조은숙 : 오애숙 역 - 모란의 어머니

### 홍성국 주변인물
- 김희원 : 최경자 역 - 성국의 어머니, 해방촌 집주인
- 이두섭 : 정만복 역 - 춘식의 아버지
- 박선우 : 정춘식 역 - 철복의 아버지
- 윤지욱 : 정철복 역 (아역 : 현석준) - 춘식의 아들

### GB 양장점
- 황금희 : 박미순/제니/사라 박 역 - 전직 양공주, GB 양장점 사장, 봉희의 친엄마
- 송지인 : 민수경 역 - GB 양장점의 표면상의 사장

### 클럽 다이아몬드
- 최주리 : 화경 역 - 미순의 친한 동생
- 서희수 : 미스 김 역 - 화경의 친한 동생

### 그 외 인물
- 심진화 : 맹춘자 역 (아역 : 강다현) - 봉희의 친구, 철복의 아내
- 송영재 : 임철규 역 - 사채업자
- 류태호 : 이창석 역 - 대영방직 직원, 조재균 살인 누명을 씀
- 이갑선 : 장용구 역 - GB 양장점 재단사
- 김두용 : 살살이 역 - 임 사장의 부하
- 윤진호 : 최 형사 역 - 조재균 살인 사건 담당 형사
- 강문경 : 김 차관 역 - 동필과 친분이 있는 정치인
- 김홍수 : 민성찬 역 - 국회의원
- 이지나 : 옥선 역 - 춘자의 친구, 미국 대사의 딸
- 김혜원 : 이경숙 역 - 아나운서
- 최윤준 : 공장 직원 역
- 미상 : 김진숙 역 - 김 차관의 딸
- 안석환 : 미순의 아버지 역 (특별출연)
- 김원효 : 여인숙 주인 역 (특별출연)
- 다리오 리
- 서광재
- 김추월
- 김보미
- 류재필
- 이병철
- 최은석
- 김진서
- 박규점
- 이재욱
- 최지웅
- 박대규
- 이규섭
- 반상윤
- 한창현
- 김수현
- 홍승범
- 박민상
- 정문엽
- 지성근
- 정호
- 옥주리
- 박정상
- 송창곤
- 도현
- 전해룡
- 크리스 조
- 이현
- 하수연
- 최진욱

## 수상
- 2015년 KBS 연기대상 일일극 부문 남자 우수 연기상 임호

## 결방 사유 및 연장
- 2015년 10월 29일 : 2015년 FIFA U-17 월드컵 16강전 대한민국 VS 벨기에 중계방송으로 인한 결방[2]
- 2016년 1월 1일 : 《시청자가 뽑은 최고의 프로그램》 특별 편성으로 인한 결방[3]
- 별이 되어 빛나리 방영 분량이 120부작에서 8회 연장되어 128부작으로 변경 및 확정되었다.